# Point-to-Point Protocol
Em redes de computadores, o Point-to-Point Protocol (PPP), em português Protocolo ponto-a-ponto é um protocolo de enlace de dados (camada 2) usado para estabelecer uma conexão direta entre dois nós. Ele pode fornecer autenticação de conexão, criptografia de transmissão (usando ECP, RFC 1968) e compressão.
O PPP é usado sobre muitos tipos de redes físicas incluindo cabo serial, linha telefônica, linha tronco, telefone celular, enlaces de rádio especializados e enlaces de fibra ótica como SONET. O PPP também é usado sobre conexões de acesso à Internet. Provedores de serviços de Internet têm usado o PPP para acesso discado à Internet pelos clientes, uma vez que pacotes IP não podem ser transmitidos sobre uma linha de modem por si próprios, sem algum protocolo de enlace de dados.
Dois derivados do PPP; o Point-to-Point Protocol over Ethernet (PPPoE), em português  protocolo ponto a ponto sobre Ethernet, e Point-to-Point Protocol over ATM (PPPoA), em português Protocolo ponto a ponto sobre ATM, são usados mais comumente por Provedores de Serviços de Internet para estabelecer uma conexão de serviços de Internet de Linha Digital de Assinante (ou DSL) com seus clientes.
A MIB para o PPP, identificada pela OID [1.3.6.1.2.1.10.23], é constituída de diversos grupos definidos em RFC's distintas. Os mais comumente conhecidos são:
- PPP Link Group: composto por uma tabela de status da conexão (Link Status Table) e por uma tabela de configuração com parâmetros sugeridos (Link Configuration Table);
- PPP Link Quality Report Group: composto por uma tabela de parâmetros e estatística (número de: pacotes enviados e recebidos, pacotes com erros e descartados, e pacotes válidos) e por uma tabela de configuração, que contém informações acerca da qualidade da conexão;
- PPP Security Table: composta por variáveis de configuração e controle relacionadas com as funcionalidades de segurança do PPP;
- PPP IP Group: composta por variáveis de configuração, status e controle relacionadas com uso do protocolo IP sobre o PPP;
- PPP Bridge Group: composta por variáveis de configuração, status e controle relacionadas com uso de funcionalidade de Bridge sobre o PPP.

NCP – Network Control Protocol
O NCP é composto por uma família de protocolos de rede. Ele estabelece e configura os diferentes protocolos na camada de rede que serão utilizados pelo PPP.
Links ponto-a-ponto tendem a agravar alguns problemas comuns a diversas famílias de protocolos de rede.  Por exemplo, atribuição e gerenciamento de endereços IP é especialmente difícil sobre circuitos comutados com links ponto-a-ponto. Estes problemas são tratados pela família de Network Control Protocols (NCPs), onde é necessário um gerenciamento específico para cada problema.

## Métodos de autenticação do PPP

### PAP
O PAP (Password Authentication Protocol) usa um método simples de senha que é enviado em texto puro pelo host remoto.

### CHAP
O CHAP (Challenge Handshake Authentication Protocol) usa um método de senha criptografada, onde o host local envia um "challenge" para o host remoto, que responde enviando o login e senha.